# Jack Collison
Jack David Collison (Watford, 1988. október 2. –) az Atlanta United 2 vezetőedzője, korábbi walesi labdarúgó. 2008-ban debütált a walesi válogatottban.

## Pályafutása
Collison a Peterborough United és a Cambridge United ifiakadémiáján is megfordult. 2005-ben próbajátékon vett részt a West Ham Unitednél, ahol sikerült meggyőznie az ifjúsági csapat mesterét, Tony Carrt, így londoniaknál maradhatott. A 2007/08-as szezon elején a tartalékcsapat kapitánya lett, a felkészülési időszak során néhányszor a nagy csapatban is pályára lépett.
2007 novemberében, a Bolton Wanderers ellen először nevezték tétmeccsre a felnőtt csapat keretébe. 2008. január 1-jén lépett először pályára a Premier League-ben, amikor az Arsenal ellen csereként váltotta Fredrik Ljungberget.
2008 nyarán Collison egy  ötéves  szerződést kapott a West Ham-től és ő is részt vett a csapat észak-amerikai túráján. A 2008/09-es szezont a tartalékok között kezdte és szóba került, hogy kölcsönben a Peterborough Unitedhez igazol, de egy Manchester United elleni meccsen olyan jól teljesített, hogy Gianfranco Zola menedzser úgy döntött, megtartja.
2008. november 8-án, az Everton ellen megszerezte első gólját, később a Portsmouth és a Manchester City ellen is betalált. Az idény végén őt választották a West Ham United legjobb fiataljának.

## Válogatott
Collison még a West Ham akadémiájának tagja volt, amikor a csapat edzői azt jósolták neki, hogy karrierje végén a walesi válogatott legendás játékosai között fogják emlegetni.
Az U21-es válogatottban 2007 novemberében mutatkozott be Bosznia-Hercegovina ellen, a walesiek 4-0-ra nyertek és ő is gólt szerzett. Második gólját Málta ellen szerezte a korosztályos csapatban.
2008 májusában, Izland ellen kapott először lehetőséget a felnőtt válogatottban. Eddig összesen ötször lépett pályára a nemzeti csapatban.

## Külső hivatkozások
- Jack Collison pályafutásának statisztikái a Soccerbase oldalon (angolul)

- Jack Collison adatlapja a West Ham United honlapján